# Malangatana Ngwenya
Pour les articles homonymes, voir Ngwenya.
Malangatana Ngwenya ou Malangatana, né le 6 juin 1936 à Matalana (Mozambique portugais) et mort à Matosinhos (Portugal) le 5 janvier 2011, est un peintre, sculpteur et poète mozambicain.
Très important au niveau socio-politique et culturel dans son pays, il a participé à la guerre d'indépendance du Mozambique, a été nommé Artiste pour la paix de l'UNESCO et a créé plusieurs institutions culturelles à Maputo ou dans sa région d'origine.
Ses œuvres les plus connues sont de grandes peintures murales dans des lieux publics, où il montre l'atrocité de la guerre dans des compositions très tassées et pleines de personnages dans des thématiques apocalyptiques dans une première période de sa vie qui correspond à la guerre d'indépendance puis à la guerre civile ; par la suite, ses sujets sont plus gais, colorés et paisibles.

## Biographie

### Jeunesse et débuts
Malangatana Valente Ngwenya naît le 6 juin 1936 à Matalana, un village du sud du Mozambique portugais, fils de Manguiza Ngwenya et de Hloyaze Xerinda.
Il étudie à l'école de la mission suisse protestante puis à l'école catholique et apprend à parler ronga, la langue de sa région,,. Il passe son enfance à garder les troupeaux avec sa mère, tandis que son père travaille dans des mines d'or en Afrique du Sud. À l'âge de 12 ans, il se rend à Lourenço Marques (aujourd'hui Maputo) pour trouver du travail et devient ramasseur de balles pour un club de tennis en 1953. Cela lui permet de reprendre ses études. Il suit des cours du soir où il développe un intérêt pour l'art. À partir de 1959, il est encouragé par Augusto Cabral, un membre du club de tennis, qui est lui-même artiste amateur et lui fournit du matériel et l'aide à vendre son art, ainsi que par l'architecte et peintre Pancho Guedes (en), un autre membre du club de tennis, qui lui confie le garage de l'atelier et acquiert deux tableaux par mois afin qu'il puisse être maintenu ; les deux hommes ont joué un rôle crucial dans la jeunesse et les débuts de Malangata,. À la même époque, il rencontre le poète José Craveirinha et commence son combat politique aux côtés d’écrivains comme Luís Bernardo Honwana et Rui Nogar,.
Le 8 décembre 1956, il épouse Gelita Mhangwana.
En 1958, Ngwenya assiste à certaines fonctions de Núcleo de Arte, une coopérative d'artistes créée en 1948 et qui a toujours un rôle primordial dans la création artistique locale,. L'année suivante, Ngwenya expose publiquement pour la première fois, dans le cadre d'une exposition collective. Deux ans plus tard, il obtient sa première exposition solo, à l'âge de 25 ans, à la Banco Nacional Ultramarino. Ngwenya est aussi poète ; il est publié en 1963 dans le magazine littéraire Black Orpheus puis dans l'anthologie Modern Poetry from Africa (en).

### Engagement politique pour l'indépendance du Mozambique
Quand la guerre d'indépendance du Mozambique éclate en 1964, Malangatana rejoint le réseau clandestin Front de libération du Mozambique (FRELIMO), créé par les guérillas appartenant à la Quatrième région (Inhambane, la province de Gaza et la ville de Maputo — alors Lourenço Marques) pour lutter pour l'indépendance du Mozambique contre le Portugal. Poursuivi, Ngwenya s'enfuit au Swaziland en décembre 1964 puis revient à Lourenço Marques le 1er janvier suivant ; il est arrêté par la PIDE, la police politique du régime Estado Novo, et passe dix-huit mois en prison : l'organisation affirme que « Malangatana sert d'affiche de propagande adoptée par des nuances politiques opposées à la ligne politique de l’administration portugaise à l’étranger » et qu'il « a cultivé l'aura populaire et a bénéficié de la sympathie et de la protection fournies par Son Excellence le ministre des Corporations, de la Santé et de l'Aide, au gouverneur général de l'époque de la province de Mozambique [Baltazar Rebelo de Sousa] »,.

### Carrière

#### Carrière artistique
Accompagnateur fréquent du Núcleo de Arte (Noyau de l'Art), il expose diverses œuvres, d'aspect éminemment social. L'un de ses tableaux les plus engagés politiquement et qu'il a été exposé dans le Art Nucleus, est intitulé 25 de Setembro (25 septembre), date du début de la lutte armée au Mozambique — ce qui a poussé le PIDE à l'interroger sur l'œuvre et à conclure qu'elle représente « la fureur de l'âme noire en révolte au moment où les attaques sanglantes de FRELIMO ont éclaté dans le nord de la province ».
En 1971, il reçoit une subvention de la Fondation Calouste-Gulbenkian basée à Lisbonne pour aller au Portugal. Il étudie la gravure à la Société coopérative des graveurs portugais et la céramique à la fabrique de céramique de Viúva Lamego. Quand il rentre au Mozambique trois ans plus tard — juste avant l'indépendance de son pays —, ses œuvres sont exposées à Lourenço Marques et Lisbonne à plusieurs reprises jusqu'à l'indépendance en 1975. Des amis l'invitent en Suisse en 1972, où il étend son réseau.
À partir de 1981, Malangatana se consacre totalement à son art, et à partir de l'année suivante, il développe de nouvelles techniques et adopte de nouveaux modes d'expression artistique.
Vers 1983-1984, il rejoint « Les artistes du monde contre l'apartheid » avec une « fresque enfiévrée, comme secouée de chaînes et lacérée de griffes [...] [métamorphosant] la torture en somptueuses visions » ; il expose ainsi dans plusieurs villes européennes,.
En 1986, Malangatana organise à Maputo une rétrospective commémorant ses 25 ans de peinture, inaugurée par le président Samora Machel, une exposition présentée à Vienne et à Lisbonne.
En 1989, achève la construction de la sculpture en fer et en ciment Casa Sagrada da Familia Mabyaya (Maison sacrée de la famille Mabyaya) sur le site de l'usine Mabor à Maputo. En 1994, il la modifie et la fait passer de 15 à 25 mètres de hauteur.

#### Action politique et sociale
Depuis l'indépendance du Mozambique, Malangatana s'implique fortement dans des activités politiques, participe à des activités de mobilisation et d'alphabétisation et, à partir de 1978, à l'organisation des villages communaux dans la province de Nampula. Député de 1990 à 1994 sur les listes du FRELIMO, il est choisi en 1998 pour l'Assemblée municipale de Maputo et réélu en 2003.
Ngwenya co-fonde le Mouvement pour la paix, est membre de la Direction de la Ligue des scouts du Mozambique (LEMO) et est membre du conseil d'administration de l'Association des amis de l'enfant. Il intervient dans l'organisation de l'école du dimanche Vamos Brincar parrainée par l'UNICEF et participe à des activités similaires en Suède en 1987 avec des enfants et des réfugiés suédois de divers pays.
Il est aussi le co-fondeur du Musée national d'art du Mozambique, entretient et dynamise le Art Nucleus (association regroupant les artistes plasticiens) et créé les noyaux d'artisans dans les zones vertes de Maputo. Après la guerre civile, en 1992, il reprend un projet culturel qu’il avait promu dans son village de Matalana, devenant ainsi l’Association du Centre Culturel de Matalana, d’une grande valeur sociale et civique, qu'il a présidé,.

### Disparition
Malangatana Ngwenya meurt le 5 janvier 2011 à 74 ans des suites d'une longue maladie respiratoire, à Matosinhos, au Portugal,. Lui survivent son épouse, Sinkwenta Gelita Mhangwana, et deux fils et deux filles.
À sa mort, il reste comme l'artiste mozambicain le plus connu de par le monde et l'un des quelques artistes africains qui ont acquis une renommée mondiale tout en restant au pays,.

## Œuvres

### Art pictural
Malangatana Ngwenya est l'« une des figures marquantes de la peinture mozambicaine contemporaine, en termes d’innovation, d’engagement et de création. » Connu pour ses toiles de grand format et ses fresques de foules colorées, il est aussi reconnu comme céramiste, graveur, sculpteur et poète.
L'artiste a été influencé par Jérôme Bosch, les dadaïstes, l'art du Nigeria, qui a un grand rayonnement en Afrique au XXe siècle et de l'art Makondé de façon plus tardive. Le peintre José Júlio de Sousa Pinto, l’architecte Miranda Guedes (de) et Franck Mac Quinn, directeur de la National Gallery of Zimbabwe (en), ont une importance considérable dans le développement de sa peinture. Au début de sa carrière, de paysages et de natures mortes, il évolue vers la peinture décorative avec notamment l’illustration de contes traditionnels. Ngwenya utilise cependant surtout la peinture comme un moyen de dénoncer, de prendre position sur des sujets sociaux et politiques, comme l'apartheid ou la guerre civile qui dure seize ans (1977-1992), pour s'élever contre l'injustice, : la plupart de ses tableaux, estampes et dessins de cette époque sont une réponse directe à la violence dont il est le témoin. Il utilise pour cela des images densément tassées de figures monstrueuses, mi-humaines mi-animales, inclut des thèmes tels que le Jugement dernier et les enfers dans une première partie de sa carrière qui va jusqu'à la fin de la guerre civile, mais ses personnages deviennent de plus en plus humains : il incorpore des thèmes davantage positifs comme la musique et la danse,, repeint des paysages, et ses palettes incluent des couleurs plus froides avec du bleu et du vert, quand ses peintures avaient auparavant une forte dominante rouge. Il a créé un monde, une version fantastique du quotidien qui passe par le filtre de sa propre mémoire personnelle et culturelle.
Il a reçu des commandes pour de nombreuses œuvres publiques, comme les peintures murales du Musée d'histoire naturelle et le Centre des études africaines à l'université Eduardo Mondlane. Il a créé une fresque à Maputo lors de la conférence de l'UNESCO sur la Culture de la paix et gouvernance, en septembre 1997, la même année qu'il est nommé Artiste pour la paix de l'UNESCO. En outre, il a exécuté de nombreuses peintures murales, notamment pour FRELIMO, l'UNESCO et la cage d'escalier du bâtiment d'origine abritant le Africa Centre (en), à Londres,.
Son travail a été exposé dans toute l'Afrique ainsi que de nombreux pays d'Asie, d'Europe, d'Amérique du Sud et aux États-Unis, et fait partie de la collection du musée national d'Art africain à Washington et dans des galeries ou collections privées d'Angola, Inde, Nigeria, Portugal et Zimbabwe.

### Littérature
Ngwenya publie des recueils de poésie de 1996 à 2004:
- Vinte e quatro poemas (Lisbonne, 1996)[b 1]
- Vinte e quatro poemas e outros inéditos (Lisbonne, 2004)[b 2]

Il a été inclus dans l'anthologie Modern Poetry from Africa (1978), rééditée ensuite sous le titre The Penguin Book of Modern African Poetry (en) (1984).
Il a par ailleurs écrit un livre sur le sculpteur Naftal Langa intitulé Naftal Langa: escultura, en 1993

## Conservation
- Musée national d'Art africain à Washington (États-Unis)[13]
- National Gallery of Contemporary Art, New Delhi (Inde)[13]
- Musée d'art contemporain, Lisbonne (Portugal)[13]
- M’bari, Osogbo (Nigeria)[13]
- National Gallery of Zimbabwe (en), Harare (Zimbabwe)[13]
- Centre d'art moderne de la Fondation Calouste-Gulbenkian, Lisbonne (Portugal)[13]
- Robben Island–Mayibuye Archives collection of artworks, Robben Island (Afrique du Sud)[13]

## Prix et reconnaissance
« Beaucoup plus qu’un créateur, beaucoup plus qu’un artiste : quelqu’un qui démontre qu’il y a un langage universel, le langage de l’art, qui nous permet de faire passer un message de paix, un message refusant l’horreur de la guerre »

— Federico Mayor, directeur général de l'UNESCO, quand il le déclare Artiste pour la paix de l'UNESCO en 1997,.
Le 6 juin 2006, il a été honoré à Matalana à l'occasion de son 70e anniversaire, où il a été récompensé par le président de la république du Mozambique, Armando Guebuza, de l'ordre Eduardo Mondlane du 1er degré, la plus haute distinction du pays, en reconnaissance du travail développé dans les arts plastiques. Le même jour, en présence de centaines d'invités mozambicains et étrangers, la Fondation Malangatana Ngwenya est créée dans le même village.
Autres prix notables :
- Médaille Nachingwea (en) pour contribution à la culture mozambicaine
- Grand officier de l'ordre de l'Infant Dom Henri
- Prix du prince Claus, 1997 (sur le thème « Les gagnants des prix 1997 incarnent les objectifs du Fond du prince Claus : un travail exceptionnel dans le domaine de la culture et du développement en Asie, en Amérique latine et notamment en Afrique »)
- Commandeur des Arts et des Lettres, 2010[14]

### Filmographie
- (pt) Ngwenya : o crocodilo : une filme, de Camilo de Sousa et Isabel Noronh (Marfilmes, Ebano Multimedia Animatografo 2), Mozambique, 2008 (OCLC 793306873).